# Väike-Urv
Väike-Urv ist eine unbewohnte Insel, 400 Meter von der größten estnischen Insel Saaremaa entfernt. Die Insel liegt in der Landgemeinde Saaremaa im Kreis Saare. Sie gehört zum Nationalpark Vilsandi.
Väike-Urv bildet mit der nördlichen Insel Suur-Urv ein Inselpaar. Väike-Urv ist 170 Meter lang und 50 Meter breit.